# Indifférenciation
 (novembre 2017).
Si vous disposez d'ouvrages ou d'articles de référence ou si vous connaissez des sites web de qualité traitant du thème abordé ici, merci de compléter l'article en donnant les références utiles à sa vérifiabilité et en les liant à la section « Notes et références ».
L’indifférenciation consiste à sentir, entendre, voir, interpréter, comprendre « tout » de la même manière. Elle se situe en amont de la généralisation, procédé qui consiste à affirmer qu’un ensemble d’individus a « toutes » les propriétés d’un seul individu. Exemples : « Tous les Anglais aiment le porridge » « Tous les Français mangent des grenouilles ».
Différencier vraiment demande un effort d’observation et d’information.

## Psychogénétique
Jean Piaget décrit ainsi un des aspects de l’indifférenciation chez l’enfant de moins de sept ans : « La pensée de l'enfant part d'une indifférenciation entre les corps vivants et les corps inertes, faute de criterium pour faire la distinction. Pour nous, ou plutôt pour le sens commun adulte, deux sortes de critères permettent cette distinction. C'est d'abord le fait que les corps vivants naissent, croissent et meurent. Or, chose intéressante, les enfants que nous avons vus n'ont jamais invoqué ce critérium. Parfois, il est vrai, l'enfant nous dit que les plantes « poussent » mais c'était pour lui une manière de concevoir qu'elles sont animées d'un mouvement propre, et le mouvement de croissance était ainsi mis sur le même plan que le mouvement des nuages ou des astres. Bien plus, nous verrons en étudiant l'artificialisme enfantin que, pour l'enfant, presque tous les corps naissent et croissent : les astres « naissent » et « poussent », les montagnes, les cailloux, le fer « poussent » etc. Les faits montrent assez que le mode d'apparition et de croissance des corps ne peut servir à l'enfant de critère pour distinguer le vivant de l'inerte. »

## Apparente indifférenciation dans la métaphore
Le langage des adultes porte, sous la forme de la métaphore, l’apparence d’une indifférenciation : « la maison pousse bien » « la croissance de notre projet ». L’adulte sait que la maison, le projet ne sont pas vivants mais le langage est construit sur la comparaison entre le plus récent, connu – la nature – vers le plus nouveau – la culture, le progrès.

## Conséquences de l’indifférenciation
L’indifférenciation est l’essence du racisme, du sexisme, etc. Un ensemble de personnes est affublé d’une même caractéristique. La personne qui exprime un jugement indifférencié est dans le déni de ses propres imperfections. « Les hommes sont violents » dénie d’une part qu’il y a aussi des femmes qui commettent des meurtres etc. L’assertion dénie aussi la part de violence que chaque être humain porte en lui, homme ou femme.
Il y a souvent un cercle vicieux. Par exemple l’escalade va se faire entre « Les jeunes se désintéressent de l’orthographe » « Dans la vie il y a autre chose que l’orthographe » « Les vieux ne savent rien de la vie ».  « Je ne veux rien apprendre des vieux » … surtout pas l’orthographe.